# Mount Rockmore
Mount Rockmore ist ein 1730 m hoher Berg in der Britannia Range des Transantarktischen Gebirges. Er ragt 6 km nördlich des Mount Aldrich auf.
Das Advisory Committee on Antarctic Names (US-ACAN) benannte ihn im Jahr 2000 nach dem US-amerikanischen Geographen Mark Rockmore, der seit 1979 für die National Imagery and Mapping Agency bzw. deren Vorläufern tätig war und seit 1994 dem US-ACAN angehört hatte.